# James 7 HP-modellen
De James 7 HP-modellen vormen een kleine serie zware motorfietsen en zijspancombinaties die het Britse merk James produceerde van 1921 tot 1927. 

## Voorgeschiedenis
Rijwielfabrikant James uit Birmingham had al tussen 1902 en 1904 enkele motorfietsen geproduceerd, maar was daarmee gestopt tot men in 1908 het ontwerp van een bijzonder model kreeg, met voor en achter enkelzijdige wielophanging, naafbesturing en de brandstof- en olietanks vóór het balhoofd. Voor deze machine moest men zelf een motor ontwikkelen en dat werd een goede en betrouwbare kopklepmotor. Dit Safety Model werd van 1909 tot 1911 geproduceerd en toen was de weg vrij om ook meer conventionele motorfietsen te maken: De James 3½ HP-modellen, voornamelijk 558cc-eencilinderzijkleppers die zowel als sportmotor, toermotor, zijspantrekker en zelfs als complete zijspancombinatie gebouwd werden. Het merk groeide snel en in 1915 volgde het James Model 7 Twin Solo 3½ HP, een sportmodel met een 500cc-V-twin. Ook verschenen de 600cc-James 4½ HP-modellen, zware eencilinders die nog specifieker als zijspantrekker bedoeld waren. De 500cc-eencilinders faseerden nog voor de Eerste Wereldoorlog uit en James ging zich meer op de V-twins storten toen ook de zijspanrijders met het James Model 9 5/6 HP een 662cc-V-twin kregen. Dit model 9 5/6 HP werd van 1919 tot 1920 geleverd en was de wegbereider voor een nog sterkere V-twin, die weer als complete zijspancombinatie werd geleverd. Dat er überhaupt een nieuw model kwam was opmerkelijk, want in 1920 brandde de fabriek af. 

## 1921-1923: Model 10 7 HP
Het Model 10 7 HP dat in 1921 verscheen had een nieuwe James 749cc-zijklep-V-twin met een James-handbediende drieversnellingsbak met voetbediende koppeling en een kickstarter. De hoogspanningsmagneet zat op een bijzondere plaats: achter de achterste cilinderkop, aangedreven door een korte ketting. De parallellogramvork werd geleverd door Biflex en het voorwiel had een velgrem. In het achterwiel zat een bandrem. Als zijspancombinatie had de machine geen standaard nodig, maar om de wielen te kunnen verwijderen was er toch zowel een voor- als een achterwielstandaard gemonteerd. De primaire- en secundaire aandrijfkettingen waren ingesloten in een kettingkast. De motor kreeg een "approved type" (goedgekeurd type) carburateur. Mogelijk was dit gedaan omdat men af wilde stappen van de klantenkeuze voor een carburateur van Brown & Barlow, Amac of Senspray. Het Model 10 had treeplanken, een James-panzadel en een bagagedrager met aan weerszijden een gereedschapstasje.  De zijspannen ("Standard" of "Modele de Luxe") tonen veel kenmerken van Mead & Deakin (ook gevestigd in Birmingham) vooral door de opklapbare bagagedrager achterop. Met het "Standard"-zijspan kostte het Model 10 160 pond sterling, met het "Modele de Luxe"-zijspan 195 pond. In 1922 werden de kettingkasten uitgevoerd in gegoten aluminium. De koppeling kon nu op twee manieren bediend worden: met de rechtervoet en met de linkerhand. De prijzen waren aanmerkelijk lager geworden: de combinatie met Standard-zijspan kostte 125 pond, die met het Modele de Luxe-zijspan 160 pond. In 1923 daalden de prijzen verder: 95 pond met Standard-zijspan en 125 pond met De Luxe-zijspan.

## 1924: Model 10 7 HP en Model 10a 7 HP
In 1923 kregen de modellen met Standard- en De Luxe-zijspan hun eigen type-aanduiding, maar dat was niet de enige wijziging. De machines werden nu ook zonder zijspan geleverd en de modelnamen veranderden: Het Model 10 kreeg het De Luxe-zijspan en het Model 10a en Standard-zijspan. Beide modellen kregen nu ook in het voorwiel een bandrem. Behalve de verschillen in de zijspannen moeten er ook andere verschillen zijn geweest, want solo kostte het Model 10 85 pond (met zijspan 110 pond) en het model 10a slechts 75 pond (met zijspan 95 pond).

## 1925-1927: Model 10 7 HP
In 1925 was het verschil in modelaanduiding weer verdwenen omdat het Standard-zijspan niet meer geleverd werd. Het resterende Model 10 kreeg nu trommelremmen voor en achter. De keuze voor carburateurs kwam terug: men kon een Amac of een Mills-carburateur vragen. Er was ook een vaste bougieleverancier: KLG. Het James-panzadel was vervangen door een geveerd zweefzadel van Terry. Solo kostte de machine nu 85 pond, met De Luxe-zijspan 108 pond. In het laatste productiejaar 1927 kon men kiezen voor een Amac- of een Villiers-carburateur. Solo kostte de machine 80 pond, met De Luxe-zijspan 103 pond. Voor de zijspancombinatie was nu echter voor 11 pond ook een Lucas Magdyno dynamo leverbaar, nodig om de combinatie te voorzien van elektrisch licht en -claxon. 
Na 1927 werden er geen 750cc-V-twins meer geproduceerd.